# Fintan McCarthy
Fintan McCarthy (Skibbereen, 23 november 1996) is een Iers roeier.
McCarthy won tijdens de spelen van Tokio de gouden medaille in de lichte dubbel-twee samen met Paul O'Donovan, in 2019 werden ze samen wereldkampioen in de lichte dubbel-twee.

## Resultaten

### Olympische Zomerspelen
| Jaar | Plaats | Resultaten               |
| ---- | ------ | ------------------------ |
| 2021 | Tokio  | in de lichte-dubbel-twee |

### Wereldkampioenschappen roeien
| Jaar | Plaats     | Resultaten                   |
| ---- | ---------- | ---------------------------- |
| 2018 | Plovdiv    | 5de in de lichte-dubbel-vier |
| 2019 | Ottensheim | in de lichte-dubbel-twee     |
| 2022 | Račice     | in de lichte-dubbel-twee     |
| 2023 | Belgrado   | in de lichte-dubbel-twee     |

1996: Michael Gier & Markus Gier ·
2000: Tomasz Kucharski & Robert Sycz ·
2004: Tomasz Kucharski & Robert Sycz ·
2008: Mark Hunter & Zac Purchase ·
2012: Mads Rasmussen & Rasmus Quist ·
2016: Jérémie Azou & Pierre Houin ·
2020: Fintan McCarthy & Paul O'Donovan ·
2024: Fintan McCarthy & Paul O'Donovan